# Radagaisus
Radagaisus (4. století? – 23. srpna 406) byl gótský král, který koncem roku 405 a v první polovině roku 406 vedl invazi proti Západořímské říši.
O Radagaisově mládí se nedochovaly žádné informace. Je pravděpodobné, že ustupoval před Huny k Římu.

## Invaze do Římské říše
Jeho cesta začala někde v Pannonii, západně od Karpat. Archeologické nálezy naznačují, že jeho cesta procházela jihovýchodním Noricem a západní Panonii. V této době bylo vypáleno a opuštěno municipium Flavia Solva ve Štýrsku a také Claudium Aguntum (u současného Lienzu). Neurčitý počet lidí před jeho postupujícími bojovníky uprchl. Mezitím v západořímské říši v reakci na jeho invazi mobilizoval generál Stilicho třicet numerií (asi 15.000 mužů). Druhý kontingent římských vojáků měl být popřípadě povolán z hranice Rýna. K tomu přijali pomoc od gótských foederatů pod vedením Saruse a Hunů pod vedením Uldina. Vizigótský král Alarich I. se přípravy na invazi neúčastnil. Radagaisus zřejmě plánoval podle germánského náboženství obětovat římské křesťanské senátory pohanským bohům a město Řím vyplenit a vypálit. Radagaisovo vojsko tvořilo asi 20 000 bojovníků. Mnoho bojovníků bylo doprovázeno rodinami i dalšími nebojovníky a řemeslníky. Historik Peter Heather se domnívá, že celkový počet postupujících osob pod vedením Radagaise se blížil ke 100 000.

## Boj a smrt
Radagaisova armáda putovala po dobu nejméně šesti měsíců k severní Itálii, mezitím však Západořímská říše zmobilizovala své síly. Radagaisovi bojovníci nakonec přišli před Florencii, která byla na útok již připravena a opevněná. V bojích u Florencie byla zabita třetina gótských bojovníků a také spojenců Římanů. Radagaisova armáda byla poražena římským generálem Stilichem, magisterem militum a patriciem polobarbarského původu. Stilichova armáda pomohla v obraně Florencie ve chvílích, kdy městu již hrozila kapitulace. Římský protiútok byl úspěšný a Radagaisus byl nucen ustoupit do svahu města Fiesole, vzdáleného 8 kilometrů. Tam opustil své bojovníky a pokusil se o útěk, ale byl římskými vojáky zajat a dne 23. srpna 406 popraven. Radagaisovo vojsko v počtu 12 000 vojáků bylo povoláno do římské armády, další byli prodáni do otroctví a zbývajícím se podařilo uprchnout. Tito Gótové se později připojili k Alarichovi I. při jeho dobývání Říma v roce 410.